# Mishal Al-Ahmad Al-Jaber Al-Sabah
Mishal Al-Ahmad Al-Jaber Al-Sabah[a] (arabă لشَّيْخ مِشْعَلَ الْأَحْمَدَ الْجَابِرَ الصَّبَاح; n. 27 septembrie 1940, Kuweit) este emirul Kuweitului, aflându-se pe tron din anul 2023. Mishal și-a petrecut cea mai mare parte a carierei în structurile de securitate și informații ale Kuweitului. Înainte de a deveni emir, la vârsta de 83 de ani, a fost cel mai în vârstă prinț moștenitor din lume.

## Biografie
Mishal s-a născut la 27 septembrie 1940, fiind fiul lui Ahmad Al-Jaber Al-Sabah, care a domnit între 1921 și 1950 ca al zecelea conducător al Șeicatului Kuweitului. Mishal a fost al șaptelea fiu al lui Ahmad și este fratele vitreg mai mic, pe linie paternă, al trei emiri ai Kuweitului: Jaber Al-Ahmad Al-Sabah⁠(d) (1977–2006), Sabah Al-Ahmad Al-Jaber Al-Sabah (2006–2020) și Nawaf Al-Ahmad Al-Jaber Al-Sabah (2020–2023).
Mishal a urmat cursurile Școlii Al Mubarakiya din Kuweit pentru învățământul primar, apoi a plecat în Regatul Unit, unde a studiat la Hendon Police College, instituție de la care a absolvit în 1960. După finalizarea studiilor, Mishal s-a alăturat Ministerului de Interne (MOI) din Kuweit. Între 1967 și 1980, a fost șeful serviciului de informații și securitate al statului din cadrul MOI. În această funcție, a supervizat transformarea structurii de informații în Serviciul de Securitate al Statului Kuweit și a devenit primul său director.
La 13 aprilie 2004, emirul de atunci, Jaber Al-Ahmad Al-Jaber Al-Sabah, l-a numit pe Mishal în funcția de adjunct al șefului Gărzii Naționale din Kuweit (KNG), cu rang de ministru, înlocuindu-l pe Nawaf în această poziție. Adjunctul șefului reprezintă una dintre cele mai importante funcții din domeniul apărării interne a Kuweitului, iar Mishal a fost persoana cu cea mai mare putere efectivă în cadrul agenției, deoarece funcția de șef este una simbolică, deținută de Salem Al-Ali Al-Sabah, cel mai vârstnic membru al Casei Al-Sabah.
În cadrul Gărzii Naționale, Mishal a condus o reformă instituțională și o campanie împotriva corupției. Sub conducerea sa, în anul 2019, KNG a aderat la Asociația Internațională a Jandarmeriilor și Forțelor de Poliție cu Statut Militar (FIEP). Mishal a renunțat la această funcție în 2020, după ce a fost nominalizat ca prinț moștenitor.
La scurt timp după ce fratele său vitreg Sabah a devenit emir în 2006, Mishal a fost considerat unul dintre cei mai influenți trei decidenți din cadrul familiei conducătoare Al-Sabah. De-a lungul anilor, se pare că Mishal a refuzat funcții mai înalte pentru a evita conflictele politice și pentru a păstra relațiile armonioase în familie.
Pe măsură ce starea de sănătate a lui Sabah s-a deteriorat, influența lui Mishal a crescut, acesta însoțindu-l pe emir în vizite oficiale, inclusiv la clinica Mayo din Statele Unite, unde Sabah a primit tratament medical.

### Prinț moștenitor
Prințul moștenitor Nawaf a devenit emir la 29 septembrie 2020, după decesul fratelui său vitreg, Sabah. Conform legislației din Kuweit, Nawaf avea la dispoziție un termen de un an pentru a desemna un nou prinț moștenitor. După un interval record de doar opt zile, la 7 octombrie, acesta l-a ales pe fratele său vitreg Mishal. În ziua următoare, într-o sesiune specială a Adunării Naționale a Kuweitului, toți cei 59 de membri ai parlamentului au aprobat în unanimitate numirea lui Mishal. Odată cu preluarea rolului de prinț moștenitor, la vârsta de 80 de ani, Mishal a devenit cel mai în vârstă prinț moștenitor din lume.
Numirea lui Mishal, unul dintre cei mai în vârstă membri ai familiei conducătoare din Kuweit, a fost interpretată de analiști ca un semnal că liderii doreau să evite schimbările majore, precum o tranziție către o generație mai tânără de conducători. Mishal a fost ales în detrimentul altor candidați, considerați poate mai controversați, printre care foștii prim-miniștri Nasser Al-Mohammed Al-Sabah și Jaber Al-Mubarak Al-Hamad Al-Sabah⁠(d), sau viceprim-ministrul Nasser Sabah Al-Ahmad Al-Sabah.

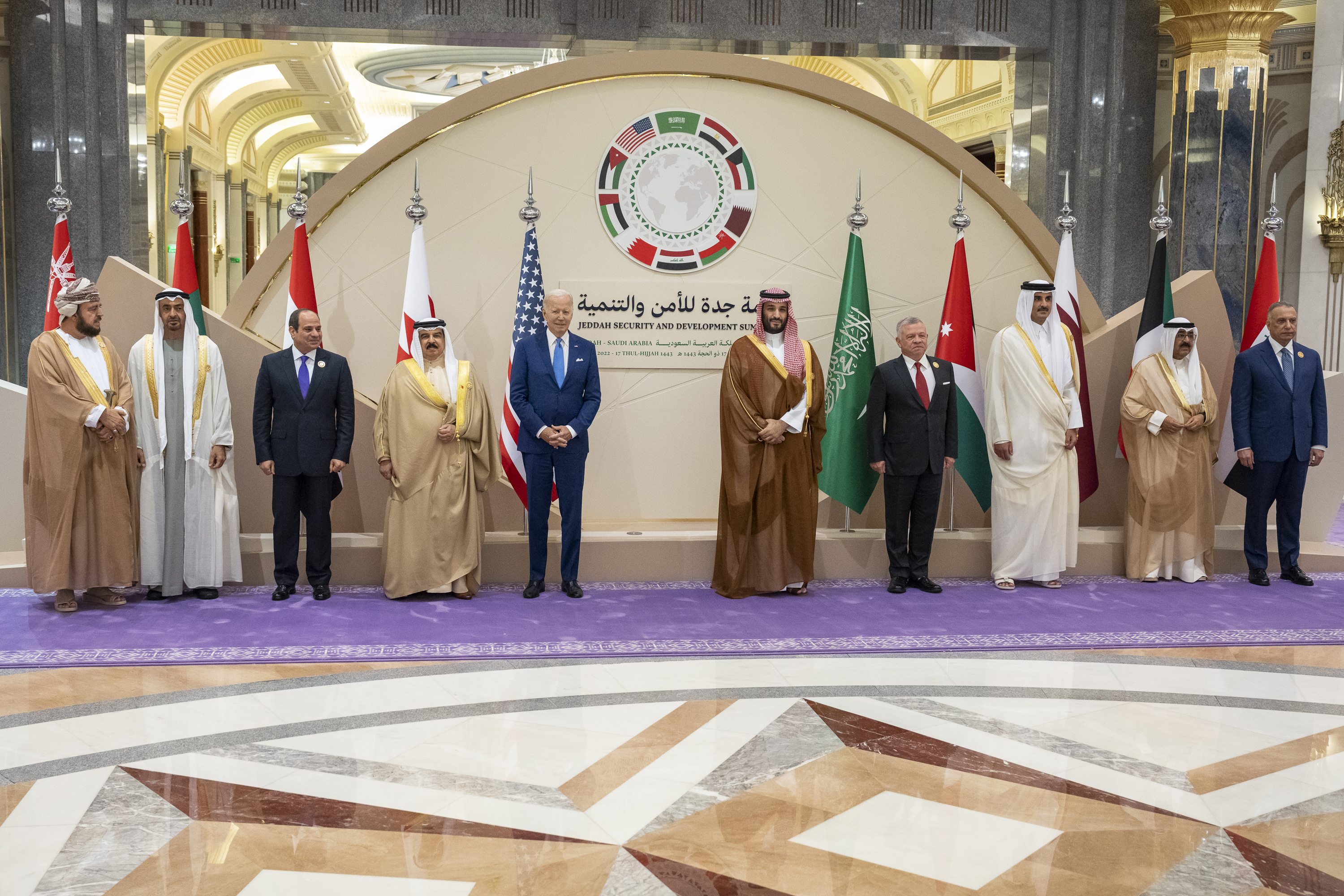
La summitul GCC+3 de la Djedda din 16 iulie 2022, Mishal (al doilea din dreapta) a participat alături de lideri arabi și de președintele SUA, Joe Biden.

Se aștepta ca Mishal să joace un rol mai activ decât alți prinți moștenitori anteriori, având în vedere vârsta înaintată a emirului Nawaf. Astfel, la 2 septembrie 2021, Mishal a purtat o discuție cu vicepreședinta Statelor Unite, Kamala Harris, despre relațiile bilaterale SUA–Kuweit și despre rolul Kuweitului în evacuarea din Afganistan.
Ca răspuns la blocajul politic intern, prințul moștenitor Mishal — și nu emirul Nawaf — a anunțat la 17 aprilie 2023 dizolvarea Adunării Naționale a Kuweitului, invocând într-un discurs televizat o lege care conferă emirului această putere.
Mishal a reprezentat Kuweitul și la evenimente internaționale importante, inclusiv la funeraliile de stat ale reginei Elisabeta a II-a, la Westminster Abbey, Londra, în 2022, precum și la nunta prințului moștenitor al Iordaniei, Hussein, în 2023.

## Conducător al Kuweitului
Mishal a devenit emir al Kuweitului la 16 decembrie 2023, în urma decesului fratelui său vitreg și predecesor, Nawaf Al-Ahmad Al-Jaber Al-Sabah, care fusese spitalizat în noiembrie în urma unei urgențe medicale.
La 15 februarie 2024, Mishal a dizolvat Adunarea Națională în contextul escaladării tensiunilor dintre noul guvern și parlamentari, tensiuni care au generat un blocaj generalizat la nivel național, agravat de utilizarea unui limbaj ofensator și inadecvat. Trei luni mai târziu, la 10 mai, emirul a dizolvat pentru a doua oară parlamentul și a suspendat anumite articole din Constituție pentru o perioadă ce nu poate depăși patru ani, în urma mai multor săptămâni de criză politică generate de alegerile anticipate din aprilie.

## Viață personală
Mishal are două soții: Nuria Sabah Al-Salem Al-Sabah și Munira Badah Al-Mutairi. Are 12 copii: 5 fii și 7 fiice. A fost fondator și președinte onorific al Societății Radioamatorilor din Kuweit. De asemenea, a fost președinte onorific al Asociației Inginerilor de Aviație și al Piloților din Kuweit, precum și al Diwanului Poeților.

## Distincții
- Franța: Comandor al Legiunii de Onoare (4 decembrie 2018), conferită de Florence Parly, ministrul apărării[18].
- Bahrein: Membru Clasa Excepțională a Ordinului Sheikh Isa bin Salman Al Khalifa (13 februarie 2024)[19].
- Arabia Saudită: Colanul Ordinului Regele Abdulaziz (30 ianuarie 2024)[20].
- Oman: Colanul Ordinului Al-Said (6 februarie 2024)[21].
- Qatar: Sabia fondatorului Sheikh Jassim bin Mohammed bin Thani (20 februarie 2024)[22].
- Emiratele Arabe Unite: Colanul Ordinului Zayed (5 martie 2024)[23].
- Egipt: Mare Cordoane al Ordinului Nilului (30 aprilie 2024)[24].
- Iordania: Colanul Ordinului Al-Hussein bin Ali (23 aprilie 2024)[25].
- Turcia: Clasa I a Ordinului Statului Republicii Turcia (7 mai 2024)[26].